# 레 신종
레 신종(베트남어: Lê Thần Tông / 黎神宗, 1608년 1월 6일(음력 1607년 11월 19일) ~ 1662년 11월 2일(음력 9월 22일))은 대월 후 레 왕조의 제17대 황제(재위: 1619년 ~ 1643년)와 제19대 황제(재위: 1649년 ~ 1662년)이다. 성명은 레 주이 끼(베트남어: Lê Duy Kỳ / 黎維祺 여유기)이다. 절일은 수양성절(壽陽聖節)이다.

## 생애
경종의 장자로 태어났다. 
1619년, 찐뚱이 경종을 핍박하여 자살케 하였고, 신종을 황제로 옹립하였다.
1643년, 찐짱이 신종을 핍박하여 장자인 진종에게 선위하게 하였다. 
1649년, 진종이 죽자 신종은 복위하였다.
1662년, 신종이 사망하여 둘째 아들인 현종이 뒤를 이었다.

## 가계

### 후비
- 황후(皇后) 찐 티 응옥죽(Trịnh Thị Ngọc Trúc/鄭氏玉竹/정씨옥죽) (1595년 ~ 1660년)
- 명숙황태후(Minh Thục Hoàng thái hậu/明淑皇太后) 응우옌 티 응옥밧(Nguyễn Thị Ngọc Bạch/阮氏玉帛/완씨옥백) - 후궁 작위는 귀비(貴妃).
- 단순황태후(Đoan Thuần Hoàng thái hậu/端純皇太后) 팜 티 응옥허우(Phạm Thị Ngọc Hậu/范氏玉厚/범씨옥후) - 후궁 작위는 공비(恭妃).
- 소의(昭儀) 레 티 응옥호안(Lê Thị Ngọc Hoàn/黎氏玉環/여씨옥환)
- 궁인(宮人) 찐 티 응옥떤(Trịnh Thị Ngọc tấn/鄭氏玉搢/정씨옥진)

### 황자
1. 황태자(皇太子) 레 주이 흐우(Lê Duy Hựu/黎維祐/여유우) - 명숙황태후 소생. 제18대 황제 진종(眞宗).
2. 황태자(皇太子) 레 주이 부(Lê Duy Vũ/黎維䄔/여유구) - 단순황태후 소생. 제20대 황제 현종(玄宗).
3. 황자(皇子) 레 주이 꼬이(Lê Duy Cối/黎維禬/여유회) - 소의 레 티 응옥호안 소생. 제21대 황제 가종(嘉宗).
4. 황자(皇子) 레 주이 깝(Lê Duy Cáp/黎維祫/여유협) - 궁인 찐 티 응옥떤 소생. 제22대 황제 희종(熙宗).

### 황녀
- 6명의 공주가 있으나 기록미상

## 기년
| 신종(1차)   | 원년                 | 2년        | 3년        | 4년        | 5년        | 6년        | 7년                 | 8년        | 9년        | 10년       |
| ----------- | -------------------- | ---------- | ---------- | ---------- | ---------- | ---------- | ------------------- | ---------- | ---------- | ---------- |
| 서력 (西曆) | 1619년               | 1620년     | 1621년     | 1622년     | 1623년     | 1624년     | 1625년              | 1626년     | 1627년     | 1628년     |
| 간지 (干支) | 기미(己未)           | 경신(庚申) | 신유(辛酉) | 임술(壬戌) | 계해(癸亥) | 갑자(甲子) | 을축(乙丑)          | 병인(丙寅) | 정묘(丁卯) | 무진(戊辰) |
| 연호 (年號) | 영조(永祚) 원년      | 2년        | 3년        | 4년        | 5년        | 6년        | 7년                 | 8년        | 9년        | 10년       |
| 신종(1차)   | 11년                 | 12년       | 13년       | 14년       | 15년       | 16년       | 17년                | 18년       | 19년       | 20년       |
| 서력 (西曆) | 1629년               | 1630년     | 1631년     | 1632년     | 1633년     | 1634년     | 1635년              | 1636년     | 1637년     | 1638년     |
| 간지 (干支) | 기사(己巳)           | 경오(庚午) | 신미(辛未) | 임신(壬申) | 계유(癸酉) | 갑술(甲戌) | 을해(乙亥)          | 병자(丙子) | 정축(丁丑) | 무인(戊寅) |
| 연호 (年號) | 11년 덕륭(德隆) 원년 | 2년        | 3년        | 4년        | 5년        | 6년        | 7년 양화(陽和) 원년 | 2년        | 3년        | 4년        |
| 신종(1차)   | 21년                 | 22년       | 23년       | 24년       | 25년       |            |                     |            |            |            |
| 서력 (西曆) | 1639년               | 1640년     | 1641년     | 1642년     | 1643년     |            |                     |            |            |            |
| 간지 (干支) | 기묘(己卯)           | 경진(庚辰) | 신사(辛巳) | 임오(壬午) | 계미(癸未) |            |                     |            |            |            |
| 연호 (年號) | 5년                  | 6년        | 7년        | 8년        | 9년        |            |                     |            |            |            |

| 신종(2차)   | 원년            | 2년        | 3년        | 4년                 | 5년                 | 6년        | 7년        | 8년        | 9년        | 10년                |
| ----------- | --------------- | ---------- | ---------- | ------------------- | ------------------- | ---------- | ---------- | ---------- | ---------- | ------------------- |
| 서력 (西曆) | 1649년          | 1650년     | 1651년     | 1652년              | 1653년              | 1654년     | 1655년     | 1656년     | 1657년     | 1658년              |
| 간지 (干支) | 기축(己丑)      | 경인(庚寅) | 신묘(辛卯) | 임진(壬辰)          | 계사(癸巳)          | 갑오(甲午) | 을미(乙未) | 병신(丙申) | 정유(丁酉) | 무술(戊戌)          |
| 연호 (年號) | 경덕(慶德) 원년 | 2년        | 3년        | 4년                 | 5년 성덕(盛德) 원년 | 2년        | 3년        | 4년        | 5년        | 6년 영수(永壽) 원년 |
| 신종(2차)   | 11년            | 12년       | 13년       | 14년                |                     |            |            |            |            |                     |
| 서력 (西曆) | 1659년          | 1660년     | 1661년     | 1662년              |                     |            |            |            |            |                     |
| 간지 (干支) | 기해(己亥)      | 경자(庚子) | 신축(辛丑) | 임인(壬寅)          |                     |            |            |            |            |                     |
| 연호 (年號) | 2년             | 3년        | 4년        | 5년 만경(萬慶) 원년 |                     |            |            |            |            |                     |

| 전 임 경종 | 제17대 대월 후 레 왕조의 황제(1차 재위) 1619년 ~ 1643년 | 후 임 진종 |

| 전 임 진종 | 제19대 대월 후 레 왕조의 황제(2차 재위) 1649년 ~ 1662년 | 후 임 현종 |